# 阿卡亚卡
阿卡亚卡是巴西米纳斯吉拉斯州的一个市镇。总面积100.876平方公里，总人口4206人，人口密度41.7人/平方公里。